# Paul Rieger
Paul Rieger, né le 20 juillet 1919 à Paris et mort le 24 décembre 2011 à Courbevoie est un comédien français.

## Biographie
Il est un des derniers membres de la troupe de Louis Jouvet qu'il rejoint entre 1945 et 1951 et participe ainsi à tous les voyages de promotion du théâtre français à l'étranger (1948 en Égypte, puis l'Italie. 1950 à La Haye).
Auparavant, il exerce des premiers talents de comédien  et de chanteur à 22 ans pendant  quatre ans de captivité dans le Stalag 17-A en Autriche en y fondant un théâtre. Il y lit tout Molière, seul classique qu'il connaît alors.
L'émergence de l'audiovisuel lui permet d'exercer ses talents aux débuts de la télévision (La caméra explore le temps et jusqu'à plus récemment à France Culture.
Comédien des seconds rôles, il a prêté son visage à des téléfilms, sa voix aux doublages internationaux et à des personnages de dessins animés, Tintin y compris. Au cinéma, sa dernière apparition remarquée fut le barde dans Astérix aux côtés de Gérard Depardieu.

## Filmographie

### Théâtre
- Près de Jouvet avec Jacques Mauclair, Michel Etcheverry, Georges Riquier, Monique Mélinand, Dominique Blanchar, etc.[5].
La Folle de Chaillot, Ondine, L'École des femmes, etc.
- A joué, après la mort de Jouvet, auprès de Jean Marais, Jeanne Moreau, Laurent Terzieff, etc.
ainsi Le Malade imaginaire Plus de 500 fois.

### Cinéma
- 2004 : La Confiance règne
- 2003 : Poids léger
- 1999 : Belle Maman
- 1998 : Astérix & Obélix contre César
- 1994 : Les Faussaires
- 1992 : À la vitesse d'un cheval au galop
- 1982 : Tout feu, tout flamme
- 1980 : Signé Furax
- 1977 : À chacun son enfer
- 1977 : Ne pleure pas
- 1972 : Tintin et le lac aux requins, Dupond
- 1969 : Tintin et le temple du soleil
- 1968 : Béru et ces dames (Commissaire San Antonio)
- 1966 : Commissaire San Antonio : Sale temps pour les mouches
- 1965 : Mata Hari, agent H. 21
- 1961 : Alerte au barrage
- 1961 : La Fille du torrent
- 1955 : La Bande à papa
- 1955 : Une fille épatante

### Téléfilms et séries
- 1989 : Ah ! Mon beau château : 26 mars 1989
- 1987 : Le Gerfaut
- 1981 : Le Retour des coulons : 28 février 1981
- 1980 : Le Charretier de la Providence : Maigret 46/88 en 1980
- 1980 : Julien Fontanes, magistrat
- 1979 : L'Île au trente cercueils, le garde-champêtre
- 1977 : Le Passe-muraille
- 1976 : Le Goût du pain, 22 janvier 1977
- 1976 : La Famille Cigale
- 1975 : Les Cinq dernières minutes : 2e série
- 1975 : Une vieille maîtresse
- 1974 : Madame Bovary
- 1974 : Si ce n'est toi/Les Griffes de la colombe’’ : 16 août 1974
- 1973 : Karatekas and co
- 1971 : Les Yeux de la tête : 1er novembre 1971
- 1969 : La Maison du juge : Maigret 7/88   1969
- 1969 : Traitement de choc  23 novembre 1969
- 1968 : L'Homme du Picardie
- 1968 : Les Enfants du faubourg : 27 janvier 1968
- 1968 : Sarn
- 1967 : Les Enquêtes du commissaire Maigret
- 1967 : Un mort sur le carreau : 16 septembre 1967
- 1964 : Quand le vin est tiré : 11 juillet 1964
- 1962 : Mort d'un casseur : 5 juin 1962
- 1958 : Les Cinq Dernières Minutes : 1re série

### Doublage
- 1983 : La Ballade de Narayama
- le druide dans le premier Astérix, aux côtés de Depardieu.